# Chiloplacus bisexualis
Chiloplacus bisexualis är en rundmaskart. Chiloplacus bisexualis ingår i släktet Chiloplacus och familjen Cephalobidae. Arten är reproducerande i Sverige. Inga underarter finns listade i Catalogue of Life.